# Rauvolfia kamarora
Rauvolfia kamarora là một loài thực vật có hoa trong họ La bố ma. Loài này được Hendrian miêu tả khoa học đầu tiên năm 1999.